# Euphorbia anacampseros
Euphorbia anacampseros är en törelväxtart som beskrevs av Pierre Edmond Boissier. Euphorbia anacampseros ingår i släktet törlar, och familjen törelväxter.

## Underarter
Arten delas in i följande underarter:
- E. a. anacampseros
- E. a. tmolae